# SM UB-9
SM UB-9 – niemiecki okręt podwodny typu UB I zbudowany w stoczni AG Weser w Bremie w latach 1914-1915. Wodowany 6 lutego 1915 roku, wszedł do służby w Cesarskiej Marynarce Wojennej 18 lutego 1915 roku. Pierwszym dowódcą został Wilhelm Werner. Werner dowodził okrętem tylko przez 10 dni. Brak źródeł na to, kto go zastąpił. Według R.H. Gibsona i Maurice’a Prendergasta (The German Submarine War, 1914–1918) UB-9 służył we wrześniu 1915 roku jako okręt szkoleniowy w Szkole Morskiej w Kilonii.
Po zakończeniu wojny UB-9 jako jeden ośmiu niemieckich okrętów podwodnych został poddany Royal Navy na terenie Niemiec. W 1919 roku został rozebrany w Dräger w Lubece.